# Hanna Roose
Hanna Roose (* 1967 in Kiel) ist eine deutsche evangelische Theologin.

## Leben
Sie erwarb 1994 in Saarbrücken das 1. Staatsexamen (Lehramt Gymnasium; Evangelische Theologie, Französisch und Musik), 1997 die Promotion an der Philosophischen Fakultät der Universität des Saarlandes, 2000 die Vocatio und 2002 an der Universität Heidelberg die Habilitation. Von 2004 bis 2008 war sie in Lüneburg Professorin für Evangelische Theologie/Religionspädagogik (W2). Von 2008 bis 2015 war sie in Lüneburg Professorin für Evangelische Theologie/Religionspädagogik (W3). Seit 2015 ist sie in Bochum Professorin für Religionspädagogik (W3).
Roose ist Mitherausgeberin der Zeitschrift für Neues Testament.